# Різдвяна ескапада
«Різдвяна ескапада» (англ. Christmas Getaway) — американський комедійно-мелодраматичний телефільм 2017 року, знятий режисером Метом Демскі за сценарієм Марлен Кларк Поултер, Елізабет Снайдер і Трейсі Андреєн.

## Сюжет
Еморі Блейк — мандрівна письменниця. Змалечку вона подорожувала планетою, дізнавалася про традиції та звичаї народів світу. Редакторка дає дівчині завдання написати про традиційне американське Різдво, але Еморі несподівано усвідомлює… що не знає, які вони — звичаї її рідної країни. Аби збагнути дух справжнього Різдва Еморі винаймає будиночок у містечку в горах. Через помилку при бронюванні у будиночку вона зустрічає батька-одинака з донькою, які також приїхали сюди на відпочинок. Герої змушені зустрічати свято разом. Неприємний збіг обставин чи доля?.

## У ролях
- Бріджет Ріган — Еморі
- Тревіс Ван Вінкл[en] — Скотт
- Рейвен Розмарі Стюарт — Кейті
- Теріл Ротері — Мерилін
- Сара Сміт — Еліс
- Ден Пейн — Вільям
- Елвін Сандерс — Гел

## Прем'єра
Фільм вийшов 15 жовтня 2017 року на каналі Hallmark.

## Оцінки критиків
На вебсайті агрегатора рецензій Rotten Tomatoes на думку 50 глядачів фільм отримав оцінку 3,9/5 (79 %).